# Maurice Mathieu (acteur)
Pour les articles homonymes, voir Mathieu et Maurice Mathieu.
Maurice Mathieu (né en 1906 à Bordeaux) est un acteur de cinéma belge. Il tourne entre l'âge de six ans et huit ans dans 6 films d'Alfred Machin.

## Filmographie
- 1913 : Le Blanc-seing, d'Alfred Machin : le clerc de La Boninière
- 1912 : L'Âme des moulins (De molens die juichen en weenen), d'Alfred Machin
- 1912 : Le Calvaire du mousse, d'Alfred Machin
- 1912 : La Peinture et les Cochons, d'Alfred Machin
- 1912 : La Hantise, de Louis Feuillade : Georges, le fils Trévoux
- 1911 : Le Dévouement d'un gosse, d'Alfred Machin : le petit André